# 킥 (2014년 영화)
킥(Kick )은 인도에서 제작된 사지다 나디아드왈라 감독의 2014년 액션, 코미디, 멜로/로맨스, 스릴러 영화이다. 살만 칸 등이 주연으로 출연하였다.

## 출연

### 주연
- 살만 칸
- 재클린 페르난데스
- 나와주딘 시디퀴

### 조연
- 란디프 후다
- 미천 차크라보티
- 아르차나 푸란 씽
- 산제이 미쉬라
- 사우라브 슈클라